# The Fabian Strategy
"The Fabian Strategy" é o primeiro episódio da quinta temporada da série de televisão de comédia de situação norte-americana 30 Rock, e o 81.° da série em geral. Foi dirigido por Beth McCarthy-Miller e teve o seu enredo escrito pela criadora da série, produtora executiva e ainda actriz principal Tina Fey, tendo sido transmitido através da rede de televisão National Broadcasting Company (NBC) nos EUA na noite de 23 de Setembro de 2010. Dentre os artistas convidados, estão inclusos Matt Damon, Paula Pell, Jan Owen, Mario Brassard e Jeffrey Schara.
No episódio, Jack Donaghy (interpretado por Alec Baldwin) interfere no relacionamento de Liz Lemon (interpretada por Fey) com Carol (Damon) afirmando estar determinado a ajudá-la a ter uma relação que dure por um longo tempo pela primeira vez na sua vida. Entretanto, Jack também batalha para alcançar um consenso com a sua namorada Avery Jessup acerca da redecoração do apartamento dele. Enquanto isso, Tracy Jordan (Tracy Morgan) encontra dificuldades ao lidar com a demissão do estagiário Kenneth Parcell (Jack McBrayer), e Jenna Maroney (Jane Krakowski) torna-se na co-produtora do TGS with Tracy Jordan (TGS).
Antes da transmissão de "The Fabian Strategy", a NBC alterou a transmissão do seriado para o novo horário das 20 horas, movendo-lo da emissão habitual das 21 horas e 30 minutos. Em geral, embora não universalmente, o episódio foi recebido com opiniões positivas pela crítica especialista em televisão do horário nobre. De acordo com o sistema de mediação de audiências Nielsen Ratings, foi assistido por 5.85 milhões de famílias durante a sua transmissão original norte-americana, e foi-lhe atribuída a classificação de 2.6/8 entre os telespectadores pertencentes ao perfil demográfico dos 18 aos 49 anos de idade.

## Produção e desenvolvimento
"The Fabian Strategy" teve o seu enredo escrito por Tina Fey que, além de argumentista, é também a criadora, produtora executiva e actriz principal da série, e foi dirigido por Beth McCarthy-Miller, directora artística de televisão que trabalhou com Fey em esquetes no programa de televisão humorístico Saturday Night Live (SNL), também transmitido pela NBC. Este foi o vigésimo segundo crédito de escrita por Fey, e o décimo terceiro episódio dirigido por McCarthy-Miller em 30 Rock. "The Fabian Strategy" foi originalmente transmitido pela NBC nos Estados Unidos a 23 de Setembro de 2010, como o episódio de estreia da quinta temporada do seriado e o octogésimo primeiro em geral.

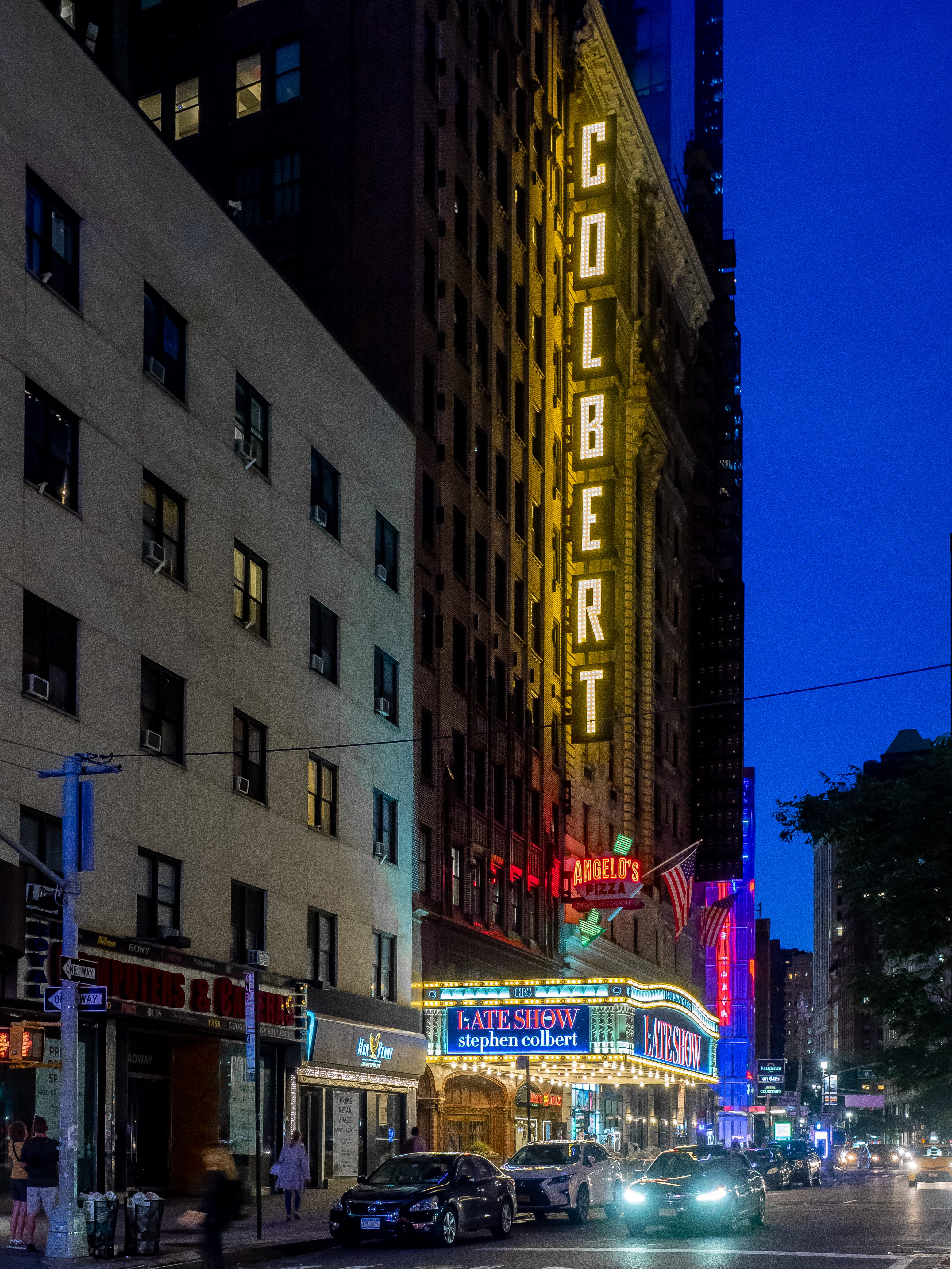
A cena na qual Kenneth Parcell (Jack McBrayer) se atira para a frente de um automóvel foi filmada a 27 de Agosto de 2010 em frente ao Teatro Ed Sullivan (imagem), Nova Iorque.

Em Março de 2010, foi anunciado que o actor Matt Damon faria uma participação especial em 30 Rock. A sua estreia na série foi no episódio final da quarta temporada, intitulado "I Do Do", no qual interpretou a personagem Carol, um piloto de avião e namorado da personagem de Fey, Liz Lemon, tendo repetido tal desempenho em "The Fabian Strategy". Em Dezembro de 2009, antes mesmo sequer da sua aparição receber uma confirmação, a revista electrónica Entertainment Weekly informou ao actor que ele estava no topo da lista de artistas que Fey gostaria de convidar para 30 Rock. Um grande fã do seriado, Damon respondeu: "Eu faria [30 Rock] num piscar de olhos, se eles me pedissem para aparecer. Ela deve ligar para o meu pessoal — ou ainda melhor, para mim. Ou eu poderia ligar para ela. Vamos fazer isto acontecer." Um dia após a emissão de "I Do Do", foi questionado ao actor se ele iria repetir o seu papel como Carol na temporada seguinte, ao qual respondeu: "Se eles me quiserem, eu gostaria muito de me infiltrar e ver a malta de novo. Eu diverti-me muito a fazê-lo". Em Agosto de 2010, Fey confirmou o retorno de Damon, dizendo que iria interpretar o seu namorado por mais uma vez na nova temporada.
Jane Krakowski revelou a Michael Ausiello, também da Entertainment Weekly, que o enredo da sua personagem Jenna Maroney neste episódio, no qual ir-se-ia tornar numa produtora de televisão como parte de seu contrato com o TGS, teria início na quinta temporada: "[Jenna] tem todas essas coisas malucas inclusas no seu contrato [que entram em funcionamento a partir de agora], porque ninguém pensava que ele [TGS] ainda estaria no ar. Então ela conseguiu alcançar o sonho de ser produtora". Paula Pell, produtora da série, repetiu o seu desempenho como Paula Hornberger, esposa de Pete Hornberger. O episódio faz referência à trama recorrente que aborda o desejo de Liz de tornar-se mãe quando a mesma revela a Carol que está em uma lista de espera para adoptar uma criança. Tal trama teve começo na primeira temporada, tendo alcançado o seu ápice na terceira.
Dois meses após a transmissão do episódio final da quarta temporada, o produtor executivo Robert Carlock foi questionado se a personagem Kenneth Parcell, interpretada por Jack McBrayer, retornaria na temporada seguinte, visto que a mesma foi despedida do emprego como estagiário da NBC em "I Do Do". Carlock respondeu: "Nós ainda não descobrimos [como] ele irá recuperar [seu trabalho] de volta, mas é claro que vai voltar de alguma forma. Queríamos uma coisa divertida para embaralhar as cartas um pouco e enviá-lo para o mundo. Claro, ele vai sentir falta e fará falta. Eventos sucessivos trar-lhe-ão de volta". Em "The Fabian Strategy", Kenneth tem um novo emprego na rede de televisão Columbia Broadcasting System (CBS) como estagiário do talk show Late Show with David Letterman. A cena na qual ele se atira para a frente de um automóvel para provar a sua mortalidade à Tracy Jordan foi filmada a 27 de Agosto de 2010, em frente ao Teatro Ed Sullivan na cidade de Nova Iorque.

## Enredo

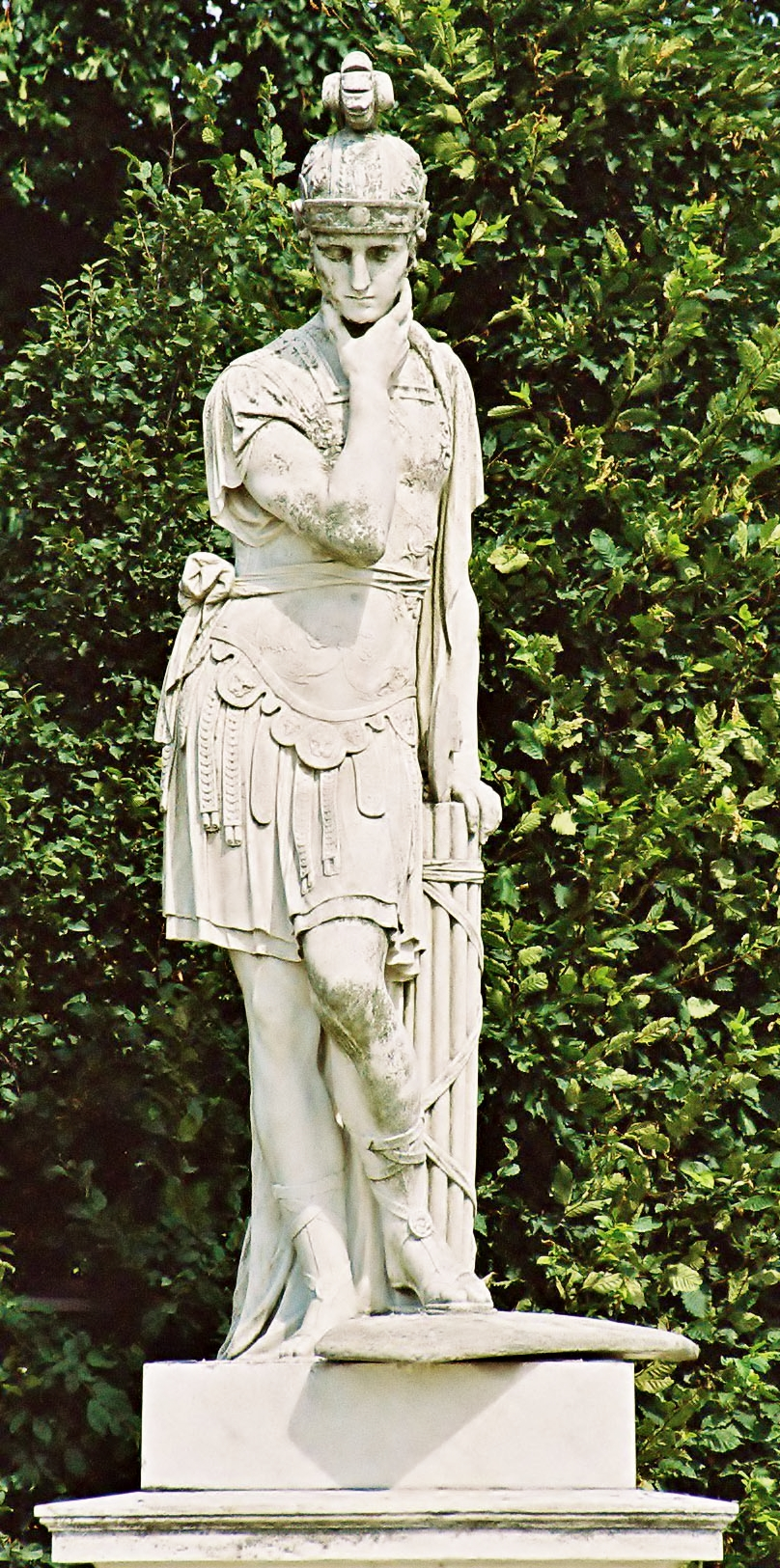
Jack Donaghy usa a estratégia fabiana, nomeada em homenagem ao general romano Fábio Máximo (imagem).

Liz Lemon (interpretada por Tina Fey), a argumentista principal do TGS with Tracy Jordan (TGS), volta ao trabalho após as férias de verão e prepara-se para a quinta temporada da série. No arranha-céu GE Building (GE), onde ela trabalha, Liz e Pete Hornberger (Scott Adsit), produtor do TGS, reúnem-se com seu chefe Jack Donaghy (Alec Baldwin) para discutirem o corte de despesas do programa. Durante a reunião, Pete revela que a estrela Jenna Maroney (Jane Krakowski) receberá a partir de então o crédito de produtora por causa de mudanças no seu contracto que não foram configuradas para que iniciassem até a quinta temporada do TGS (ninguém pensou que o programa iria durar por tanto tempo). Jenna assume este papel a sério, bem como a tarefa de despedir funcionários. Eventualmente, ao rever o orçamento, ela apercebe-se que o seu crédito de produtora é tanto dispendioso quanto desnecessário, pedindo a Pete para que a despeça.
Mais tarde, Jack pergunta a Liz sobre o seu relacionamento amoroso com Carol (Matt Damon), um piloto de avião. Ela revela que durante as férias de verão os dois encontraram-se duas vezes por mês em um hotel. Jack não acredita na seriedade do relacionamento, visto que Carol nunca fica no apartamento de Liz, um habito normal dos namorados passados de Liz. Ele decide forçar Carol a ficar com Liz e reserva todos os quartos do hotel onde Liz e Carol ficavam quando ele fosse a Nova Iorque. Durante a sua estadia com Liz, Carol colapsa e questiona a sua namorada sobre a direcção do relacionamento, como ele acredita que ela está resistindo a ele, o que Liz nega. No dia seguinte, Carol decide sair de Nova Iorque, mas depois muda de ideias e diz a sua namorada que eles precisam trabalhar no relacionamento. Os dois seguem caminhos separados e concordam em se encontrarem novamente a 14 de Outubro.
Durante as férias de verão, Avery Jessup (Elizabeth Banks), apresentadora do CNBC, foi morar com Jack, seu namorado. Avery decide redecorar o apartamento de Jack, muito para a sua insatisfação, mas não querendo rejeitar a proposta ou não querendo ceder às exigências da sua namorada, Jack decide empregar a estratégia fabiana — em homenagem a Fábio Máximo, um general romano que empregou tácticas defensivas para vencer batalhas. Jack acaba saindo vencedor na tentativa de evitar a redecoração do apartamento, concordando em derrubar apenas uma parede ao invés disso. No entanto, no final do episódio, ele se apercebe que Avery estava a usar a estratégia fabiana nele, e que ela queria na verdade a parede derrubada desde o início.
Entretanto, Tracy Jordan (Tracy Morgan) sente a falta de Kenneth Parcell (Jack McBrayer), um agora ex-estagiário da NBC despedido no episódio anterior, "I Do Do". Quando Tracy retorna ao trabalho para a nova temporada do TGS, começa a ter alucinações de Kenneth para onde quer que vá, confundindo o novo estagiário Brian (Jeffrey Schara) e Liz por ele. Mais tarde, Tracy vagueia pela cidade e vê Kenneth, que agora trabalha como um estagiário na Columbia Broadcasting System (CBS). Tracy acredita que Kenneth seja nada mais que uma alucinação. Mais tarde, os dois se encontram novamente e o estagiário tenta falar com Tracy, mas este se recusa a reconhecer a sua existência, como acredita que a sua mente esteja apenas a pregar truques consigo. Para provar a sua real existência, Kenneth joga-se na frente de um automóvel, fazendo Tracy finalmente acreditar nele. Ele implora para Kenneth voltar para a NBC, mas este revela estar feliz a trabalhar na CBS. Durante a transmissão dos créditos finais, Kenneth admite para si mesmo que mentiu para Tracy e sente falta de todas as pessoas do TGS.

## Referências culturais

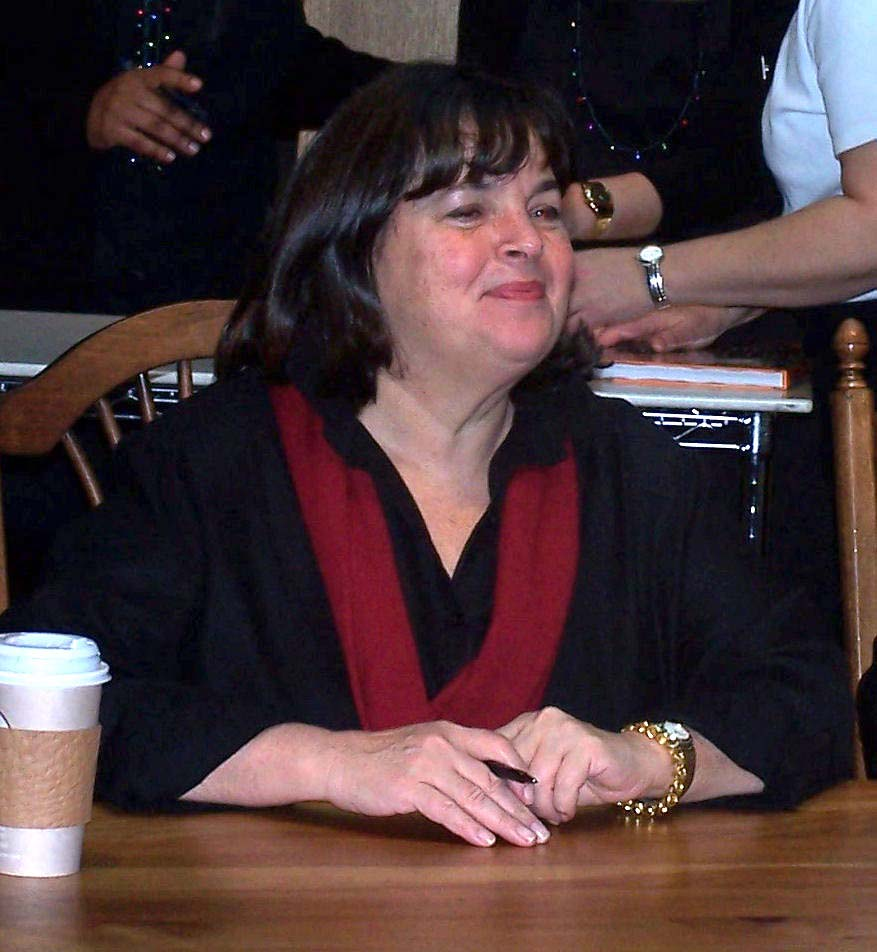
No episódio, Liz revela estar a modelar a sua vida segundo a de Ina Garten (imagem), chef de culinária e apresentadora do programa de televisão Barefoot Contessa.

### Análise da crítica

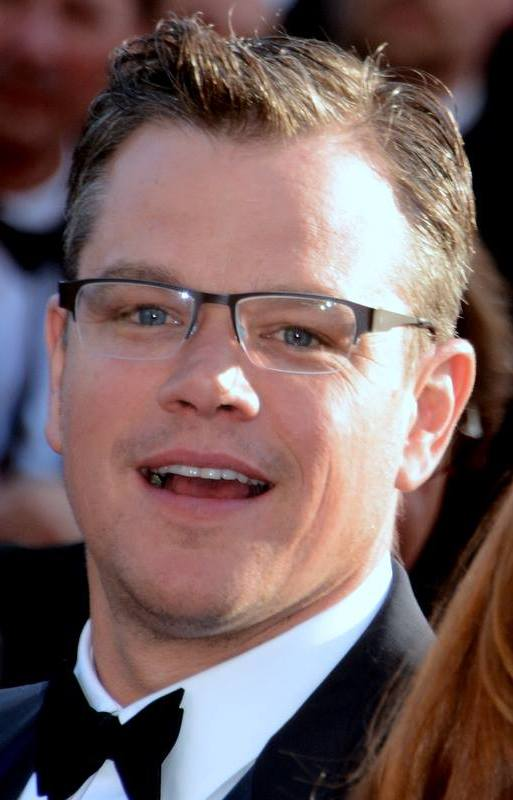
O retorno de Matt Damon como a personagem Carol, o novo namorado de Liz Lemon, foi bem recebido pela crítica.